# Zonă tidală

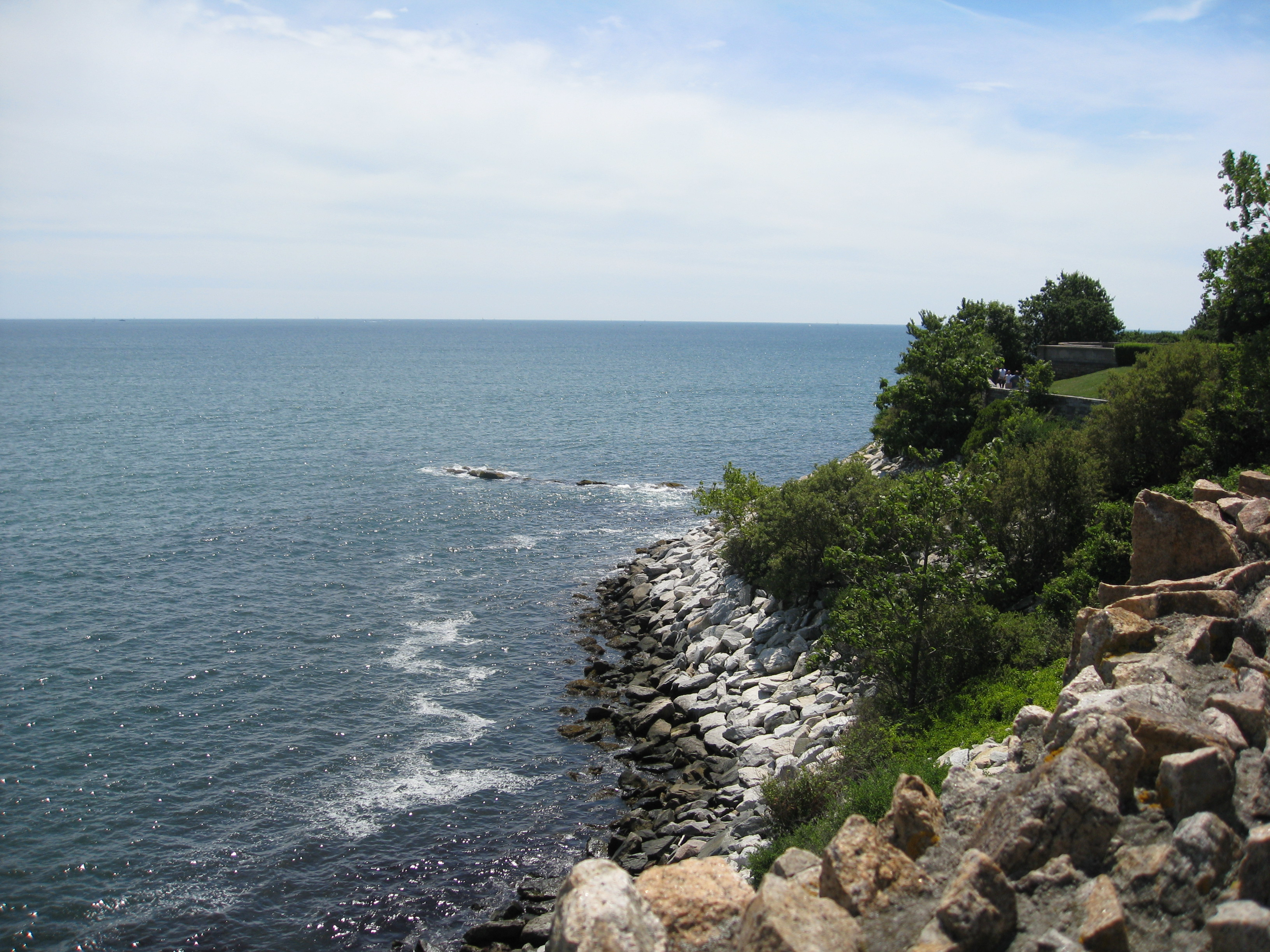
O zonă tidală

Zona tidală este o zonă de țărm în general foarte umedă și bogată în organisme maritime, care apare de sub ape în timpul mareei joase (refluxului).
Această fâșie îngustă din zona litorală, care în timpul fluxului este acoperită cu ape, iar la reflux devine uscat, este denumită și zonă de pendulare a mareelor.
Principiile generale ale managementului integrat al zonelor costiere, impuse de Uniunea Europeană, prevăd, între altele, că: (a) Se ține seama în mod special de bogăția biologică și de dinamica și funcționarea naturală a zonei tidale, precum și de complementaritatea și interdependența părții de mare și a celei de uscat care formează o entitate unică.